# Otis Blackwell
Otis Blackwell (* 16. Februar 1931 in New York City; † 6. Mai 2002 in Nashville, Tennessee) war ein US-amerikanischer Songschreiber, Sänger und Pianist, dessen Werk den Rock ’n’ Roll maßgeblich beeinflusst hat. Zu seinen Kompositionen gehören das von vielen Musikern gecoverte Lied Fever sowie Great Balls of Fire und Breathless, beide gesungen von Jerry Lee Lewis, Don’t Be Cruel, All Shook Up und Return to Sender (mit Winfield Scott), gesungen von Elvis Presley, und Handy Man, gesungen von Jimmy Jones. Der Afroamerikaner war einer der erfolgreichsten US-amerikanischen Komponisten des Rhythm & Blues und Rock & Roll, von dessen Werken viele weiße Sänger profitierten.

## Karriere

### Anfänge
Otis Blackwell wurde 1952 im Apollo Theater in New York Sieger eines Gesangswettbewerb und erhielt als Gewinn einen Plattenvertrag bei RCA Records. Als Interpret und Pianist spielt er noch im selben Jahr für Elvis Presleys späteres Label RCA Victor und andere Labels über 30 Titel ein, beginnend mit der Single Wake Up Fool / Please Help Me Find My Way Home  (aufgenommen im Oktober 1952). Es folgten 16 weitere Singles bei anderen Plattenlabels. Seine berühmteste Aufnahmesession war im September 1953, in der seine Kompositionen Daddy Rolling Stone / Tears, Tears, Tears eingepegelt wurden (veröffentlicht im Oktober 1953). Die A-Seite gilt heute als der charakteristische, repräsentative Stil von Blackwells Gesamtwerk. Tituliert als Viola Watkins and the Otis Blackwell Quintet erschien im September 1952 Really Real / Paint A Sky (Jubilee 5095). Insgesamt schrieb er beinahe alle Songs selbst; sie blieben jedoch ohne Hitparadenresonanz.

### Songschreiber für Elvis Presley

Elvis Presley – Don’t Be Cruel

Am Heiligabend des Jahres 1955 besuchte der zu dieser Zeit mittellose Blackwell den Musikverlag Shalimar Music in New York, wo ihn der Inhaber Aaron „Goldie“ Goldmark empfing. Diesem verkaufte er sechs Kompositionen für $ 25 pro Stück, um „etwas Weihnachtsgeld zu bekommen“.
RCA entschloss sich 1956, von dieser Auswahl Don’t Be Cruel als B-Seite von Presleys Hound Dog zu veröffentlichen. Die erste Aufnahmesession war am 2. Juli; veröffentlicht wurde die Platte am 13. Juli. Blackwell musste den oft üblichen Kompromiss eingehen, auf 50 % seiner Royalties zu verzichten, da Presleys Manager „Colonel“ Tom Parker seinen Schützling als Mitautor registrieren lassen wollte. Nun kam Blackwell zu Geld, denn die Single verkaufte sich über vier Millionen Mal. Beide Plattenseiten, also die A-Seite mit Hound Dog und die B-Seite, verkauften sich und platzierten sich gleichermaßen gut.
Als Blackwell eine gefallene und deshalb unter Druck stehende Flasche Cola lieber verschlossen hielt, kam ihm die Idee zu All Shook Up. Der nächste Elvis-Hit im März 1957 war geboren, er wurde ein transatlantischer Nummer-eins-Erfolg. Für Presleys zweite LP wurde Paralyzed berücksichtigt (Oktober 1956, #1 LP-Charts). Nach Presleys militärischer Abwesenheit in Deutschland nahm er während seiner ersten Aufnahmesession im März 1960 in Nashville Make Me Know It auf, ein R&B-Song für die LP Elvis Is Back (März 1960, #2 LP-Charts). Erst zwei Jahre danach taucht dann (Such An) Easy Question auf der LP Pot Luck auf (Juni 1962).
Der Bedarf an Filmmusik für die vielen Kinofilme mit Presley war groß, so dass auch hierfür Blackwell-Kompositionen benötigt wurden. We’re Coming in Loaded ist auf der Soundtrack-LP von Girls! Gils! Girls! enthalten (November 1962, Rang 3 LP-Charts). Im Single-Hit Return to Sender erzählt Elvis die Geschichte eines Mädchens, das die Kontaktwünsche eines Jungen abweist und dessen Briefe ungeöffnet zurücksendet (Oktober 1962, Rang 1 Pop).
One Broken Heart for Sale für den Film It Happened at the World’s Fair wurde über eine Million Mal verkauft und erreichte mittlere Chart-Platzierungen (Januar 1963, Rang 11). Please Don’t Drag That String Around musste als B-Seite von Devil im Disguise herhalten (Mai 1967, aus dem Film Double Trouble). Stranger in the Crowd auf der LP That’s The Way It Is (Dezember 1970, Rang 21) war Blackwells letzter Beitrag für den Elvis-Katalog. Er hat insgesamt elf Songs für Presley geschrieben. Dabei kooperierte er oft mit Winfield Scott oder Bobby Stevenson.

### Kompositionen für andere Interpreten

Little Willie John – Fever

Eine der ersten Komposition Blackwells (unter dem Pseudonym seines Stiefvaters John Davenport war zusammen mit Eddie Cooley der spätere Evergreen Fever, im Original von Little Willie John am 1. März 1956 aufgenommen und veröffentlicht im April 1956 (Rang 24 Pop). Zum Hit wurde das Stück erst in der jazzigen Version von Peggy Lee (Juni 1958, Rang 8), und auch Presley griff Fever fingerschnippend auf (LP Elvis Is Back, April 1960).
Jerry Lee Lewis nutzte die Dienste Blackwells bei Great Balls of Fire. Der in Kooperation mit dem Sessionpianisten Jack Hammer entstandene Song verkaufte sich fünf Millionen Mal, wodurch Lewis zur ernsthaften Konkurrenz für Presley wurde. Der Hit war der größte Umsatzerfolg von Sun Records. Es folgte Breathless (aufgenommen im Januar 1958) mit einer ungewöhnlichen Intonierung, denn Lewis überbrückte die Musikbreaks mit hörbaren Atempassagen in Anlehnung an den Titel (Februar 1958, Rang 7). Er übernahm noch Let’s Talk About Us (Juni 1959) und als B-Seite vom Ray-Charles-Standard What’d I Say die Komposition Livin’ Lovin’ Wreck (Februar 1961).
Bobby Darin veröffentlichte All the Way Home (Otis Blackwell/Luther Dixon, aufgenommen im Januar 1958; LP For Teenagers Only September 1960). Thurston Harris brachte auf einer B-Seite I’m Out to Getcha heraus (Mai 1958), Johnnie Ray sang Up Until Now (aufgenommen im Juni 1958), Johnny Restivo übernahm The Shape I’m In (September 1959), und Dee Clark machte Just Keep It up mit dem markanten Bo-Diddley-Beat zu einem mittleren Hit (Mai 1959, Rang 18).
Dee Clark übernahm als seine Nachfolgesingle Hey Little Girl (aufgenommen im März 1959, Rang 20). Die Kool Gents mit Dee Clark nahmen im Juli 1956 das aus der Feder von Otis Blackwell stammende I Just Can't Help Myself auf, das von Thurston Harris & The Sharps gecovert wurde (aufgenommen im August 1959). Jerry Lee Lewis versuchte mit Let’s Talk About Us erfolglos, seine schwindende Karriere zu stabilisieren (Juli 1959). Ben E. King übernahm als Solist Brace Yourself, aufgenommen im Dezember 1959 und veröffentlicht im Januar 1960.
Schwer nachvollziehbar ist die Urheberschaft vom umsatzstarken Hit Handy Man, der im Januar 1960 von Jimmy Jones herausgebracht wurde (Rang 2 Pop). Fest steht, dass das Original von den Sparks of Rhythm im Januar 1956 veröffentlicht worden ist, zu denen Jimmy Jones gehört hatte, bevor die Gruppe den Song aufnahm. Die Originalaufnahme führt als Autoren das Gruppenmitglied Andrew Barksdale sowie Charles Merenstein (Angestellter des Plattenlabels Apollo) auf.
BMI registriert daneben auch Blackwell bei diesem BMI-Award-Gewinner in der Version von Jimmy Jones. Das Cover von James Taylor schnitt im Juni 1977 nur unwesentlich schlechter ab (Rang 4). Sehr erfolgreich war Cliff Richard in seiner britischen Heimat mit Nine Times out of Ten (Rang 3). Für die The Drifters verfasste Blackwell I Feel Good All Over verfasst, das diese im Juni 1962 aufgenommen hatten und das im Oktober 1963 als B-Seite von I’ll Take You Home veröffentlicht wurde.
Häufig gecovert wurde Daddy Rolling Stone. Als erste griffen Jimmy Ricks & the Raves (aufgenommen im November 1961, veröffentlicht im Februar 1962) das Stück auf, es folgten Derek Martin (Januar 1963), Hank Ballard (November 1964), The Who übernahmen ihn als B-Seite ihres Hits Anyway, Anyhow, Anywhere (April 1965), die Liverpooler Beatband Earl Preston’s Realms (LP Earl Preston’s Realms, November 1965), Phil Alvin (LP Un ‘Sung Stories’, August 1986) und Johnny Thunders & Friends (LP So Alone, Oktober 1978).

## Statistik
Die LP Brace Yourself: A Tribute to Otis Blackwell (Dezember 1993) umfasst 15 Songs von einem der wichtigsten und stilprägenden Autoren der Rockmusik. 1984 wurde er in die Nashville Songwriters Foundation Hall of Fame aufgenommen, 1992 erhielt Blackwell den Pioneer-Award von der Rhythm and Blues Foundation. Für Blackwell sind bei BMI insgesamt 394 Titel urheberrechtlich geschützt, von denen acht mit einem BMI-Award ausgezeichnet wurden. Seine Songs wurden mehr als 185 Millionen Mal verkauft. Der Rolling Stone listete Blackwell 2015 auf Rang 98 der 100 größten Songwriter aller Zeiten.

## Otis Blackwells frühe Aufnahmen
- Aufnahmesession 22. Oktober 1952: Fool That I Be; Wake Up Fool; Number 000; Please Help Me Find My Way Home;
- Aufnahmesession 22. September 1953: Tears, Tears, Tears; Daddy Rolling Stone, On That Power Line; Don’t Know How I Loved You;
- Aufnahmesession 30. Dezember 1953: You’re My Love; Go Away Mr. Blues; Bartender Fill It Up Again; I’m Travelin’ On;
- Aufnahmesession 14. Mai 1954: My Josephine; Ain’t Got No Time; I’m Coming Back Baby;
- Aufnahmesession 26. Mai 1954: Nobody Met The Train (komponiert von: Benjamin-Weiss-Dash-Cray); I’m Standing at the Doorway to Your Heart;
- Aufnahmesession 24. Juni 1954: I Face This World Alone; O-O-O-Oh!; Oh! What a Babe; Here I Am.